# RL10
RL10 е първият създаден в САЩ ракетен двигател с течно гориво, който работи с течни водород и кислород. Разработен е от фирмата Pratt & Whitney, а по-късно с усъвършенстването на двигателя се занимава Aerojet Rocketdyne.

## История
Разработката на ракетния двигател RL-10 от фирмата Pratt & Whitney започва през 1959 г. Първият неуспешен суборбитален изпитателен пуск се състои през 1962 г., а първият успешен пуск е осъществен на 27 ноември 1963 г.
Двигателят RL-10 работи на течни водород и кислород, има специфичен импулс от порядъка на 433 s (4 250 m/s) и развива тяга от примерно 6800 kg.
От началото на 2010 г. Aerojet Rocketdyne провежда изследвания за намаляване на разходите за производство на двигатели. Около началото на 2017 г. е успешно тествана горивна камера, произведена чрез 3D принтиране чрез селективно лазерно синтероване на медни сплави.

## Употреба
Двигателят е използван в следните ракетни степени:
- Сатурн I – шест двигателя RL10 задвижват втората ѝ степен, S-IV
- Атлас – два двигателя RL10 задвижват втората степен Кентавър
- Титан – един двигател RL10 задвижва втората степен Кентавър
- Делта IV – един двигател RL10 задвижва последната ѝ степен

Предлагано е степен Кентавър с такива двигатели да бъде използвана в ракетите Сатурн I, Сатурн IB, Сатурн V и в космическата совалка.
Планът DIRECT е предвиждал използване на RL-10 във втората степен на предлаганите ракети J-246 и J-247.
Четири модифицирани двигателя RL10A-5 се използват в проекта DC – X на Макдоналд Дъглас.

## Спецификация на оригиналния модел
- Мощност: 66.7 kN
- Време на работа: 470 s
- Дизайн: Експандерен
- Специфичен импулс: 433 с (4.25 kN·s/kg)
- Тегло на двигателя (незареден): 135 kg
- Височина: 1.73 m
- Диаметър: 0.99 m
- Степен на разширяване: 40
- Пропеланти: течен водород и течен кислород
- Потребление на пропелант: 16 kg/s
- Производител: Pratt & Whitney
- Използван в: Сатурн I (втора степен, S-IV – 6 двигателя), ракетна степен Кентавър – 2 двигателя

## Настоящ дизайн
Двигателят е усъвършенстван с течение на годините.

### Вариант RL10B-2
Един от вариантите му, RL10B-2, задвижва втората степен на Делта IV и втората степен на Делта III. Значително е модифициран с цел подобряване на работата му. Модификациите включват удължимо сопло и електро-механични актуатори за насочване на двигателя. Резултатът е намалено тегло и увеличена надеждност. Постигнат е специфичен импулс 464 s.
Спецификации:
- Мощност: 110.1 kN
- Време на работа: 1152 s
- Дизайн: Експандерен
- Специфичен импулс: 433 s (4.25 kN·s/kg)
- Тегло на двигателя (незареден): 277 kg
- Височина: 4,14 m
- Диаметър: 2,21 m
- Степен на разширяване: 250
- Съотношение на пропелантите: 5,85: 1
- Пропеланти: течен водород и течен кислород
- Потребление на пропелант: 20,6 kg окислител, 3,5 kg гориво в секунда
- Производител: Pratt & Whitney

### Вариант RL10A-4-2
Използва се в горната степен на ракета Атлас V.

## Планове за бъдещо използване
През 2005 г. НАСА оповестява решението да използва за бъдещия космически кораб „Орион“ конфигурация, подобна на тази на Аполо. По това време е било решено степента за кацане на новия Модул за кацане на Луната да използва течен водород и течен кислород. Първоначално е било планирано степента за излитане да работи с течен метан и течен кислород, но към май 2010 г. е в сила решение тя също да използва течен водород и течен кислород.
Във връзка с избраните пропеланти и с нуждата от кацане в полярните райони на Луната от екваториална орбита, НАСА решава да използва RL10 като основен двигател на модула за кацане. Текущите планове предвиждат степента за кацане да използва четири двигателя, а степента за излитане – един. Тъй като модулът трябва да може да „увисва“ над лунната повърхност и да осигурява меко кацане, е необходимо използваните двигатели да могат да намалят енергията си до 10% от максималната. Сега съществуващите RL10 могат да я намалят до 20% от максималната. Успешното им модифициране ще позволи на НАСА да намали стойността на разработката чрез работа на базата на съществуваща техника.

### Базов подобряем криогенен двигател
Базовият подобряем криогенен двигател (на английски: Common Extensible Cryogenic Engine, CECE) е разработка, която цели създаване на двигатели на базата на RL10, които могат да намаляват мощността си в широк диапазон. НАСА има сключен договор с Pratt & Whitney Rocketdyne за създаване на такъв демонстрационен двигател. През 2007 г. те демонстрират работа в съотношения 11:1 (при леко нестабилна работа). През 2009 г. НАСА съобщава за успешна работа в диапазона от 104% до 8% от максималната мощност – рекорд за двигател от този тип. Нестабилността е елиминирана чрез модификации на инжектора и на системата за подаване на пропелант, които контролират налягането, температурата и тока на пропелантите.